# 1000-km-Rennen von Spa-Francorchamps 1971

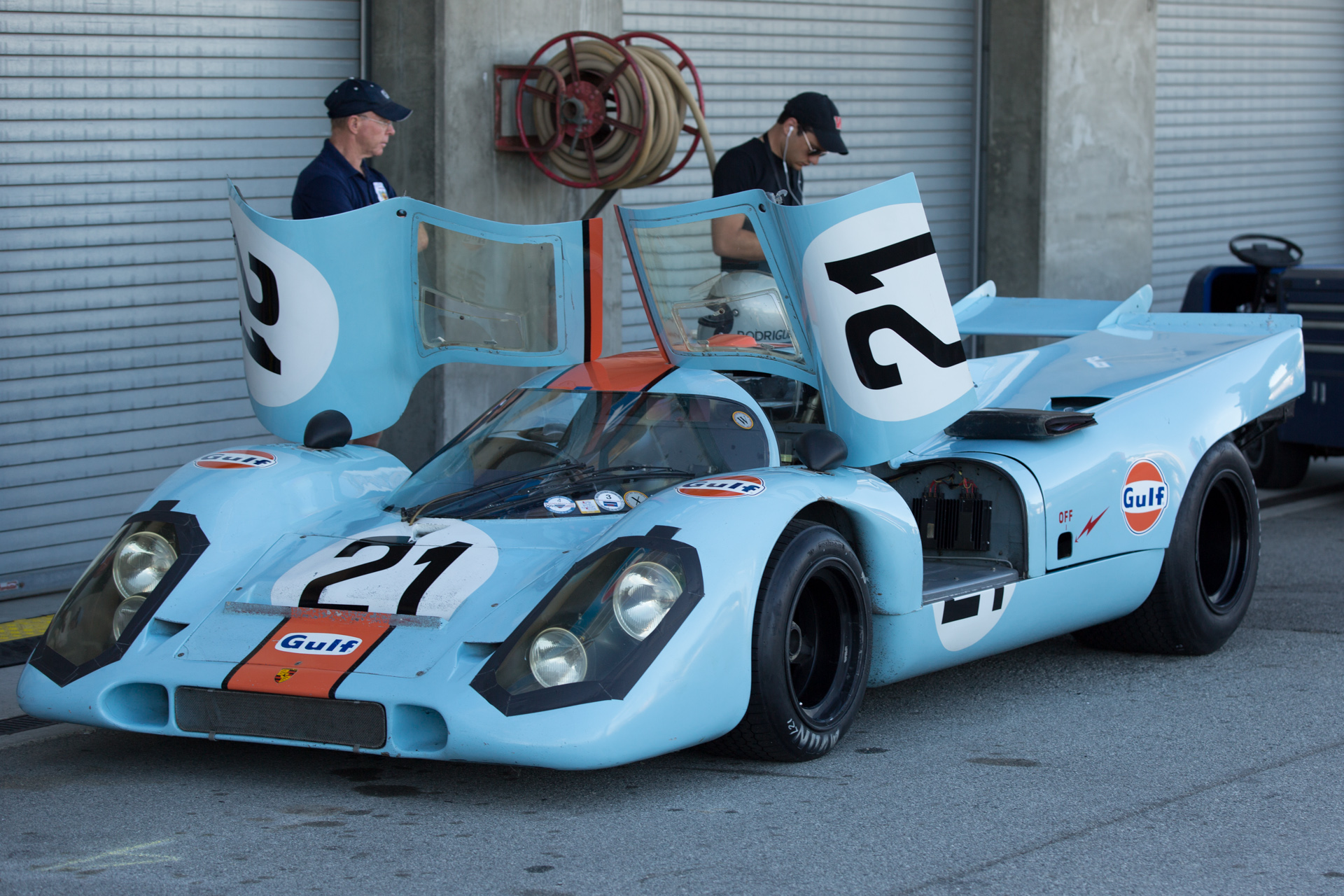
Porsche 917K, Siegerwagen von Pedro Rodríguez und Jackie Oliver

Das sechste 1000-km-Rennen von Spa-Francorchamps, auch Grand Prix de Spa (1000 kms de Francorchamps), Circuit National de Francorchamps, fand am 9. Mai 1971 auf dem Circuit de Spa-Francorchamps statt und war der sechste Wertungslauf der Sportwagen-Weltmeisterschaft dieses Jahres.

## Das Rennen
Das 1000-km-Rennen von Spa war 1971 der sechste Wertungslauf der Saison und auf dem schnellen Kurs in den belgischen Ardennen zeigte sich die nach wie vor existierende Überlegenheit der Sportwagen mit 5-Liter-Motoren gegenüber den Prototypen mit 3-Liter-Agreggaten. Vom Start bis zum Ende lieferten sich die beiden Wyer-Porsche 917K von Pedro Rodríguez/Jackie Oliver und Jo Siffert/Derek Bell einen erbitterten Zweikampf um den Gesamtsieg. Eine Runde vor Schluss trennte die beiden Porsche – am Steuer Oliver und Bell – nur eine Sekunde. Ein Boxensignal von Wyer-Rennleiter David Yorke – ROD SIF (für die Reihenfolge Rodríguez Siffert) – beendete das Duell. Die beiden Wyer fuhren daraufhin beinahe zeitgleich durchs Ziel.
Dritte wurden Henri Pescarolo und Andrea de Adamich im Alfa Romeo T33/3 mit einem Rückstand von vier Runden. Der lange an der dritten Stelle fahrende Ferrari 312PB von Jacky Ickx und Clay Regazzoni fiel nach einer Kollision bei Überrunden (am Steuer saß Regazzoni) aus.

## Ergebnisse

### Schlussklassement
| 1               | S 5.0    | 21 | J. Wyer             | Pedro Rodríguez Jackie Oliver                       | Porsche 917K       | 71 |
| 2               | S 5.0    | 20 | J. Wyer             | Jo Siffert Derek Bell                               | Porsche 917K       | 71 |
| 3               | P 3.0    | 2  | Autodelta           | Henri Pescarolo Andrea de Adamich                   | Alfa Romeo T33/3   | 67 |
| 4               | S 5.0    | 25 | Usdau Team          | Willi Kauhsen Reinhold Joest                        | Porsche 917K       | 66 |
| 5               | P 3.0    | 3  | Claude Ballot-Léna  | Claude Ballot-Léna Guy Chasseuil                    | Porsche 908/02     | 60 |
| 6               | S 5.0    | 31 | VDS Team            | Teddy Pilette Gustave Gosselin                      | Lola T70 Mk.3B GT  | 58 |
| 7               | GT + 2.0 | 46 | Kremer Racing       | Günther Huber Erwin Kremer                          | Porsche 911S       | 55 |
| 8               | P 3.0    | 1  | S.E.F.A.C.          | Jacky Ickx Clay Regazzoni                           | Ferrari 312PB      | 54 |
| 9               | GT 2.0   | 49 | Max Moritz          | Gerd Quist Dietrich Krumm                           | Porsche 914/6      | 53 |
| 10              | GT 2.0   | 44 | Kurt Simonsen       | Roland Larsson Kurt Simonsen                        | Porsche 911S       | 53 |
| 11              | GT + 2.0 | 43 | Pierre Greub        | Pierre Greub Jean-Claude Guérie                     | Porsche 911S       | 52 |
| 12              | S 2.0    | 33 | Paul Watson         | Tony Birchenhough Brian Joscelyne                   | Chevron B8         | 52 |
| 13              | S 5.0    | 32 | Filipinetti         | Giancarlo Gagliardi Corrado Manfredini              | Ferrari 512M       | 51 |
| 14              | GT + 2.0 | 47 | Jean-Pierre Gaban   | Jean-Pierre Gaban Willy Braillard                   | Porsche 911S       | 51 |
| 15              | S 5.0    | 26 | Herbert Müller      | Herbert Müller René Herzog                          | Ferrari 512M       | 50 |
| 16              | GT + 2.0 | 41 | Jean-Claude Aubriet | Jean-Claude Aubriet „Sylvain“                       | Chevrolet Corvette | 50 |
| 17              | GT + 2.0 | 48 | Max Moritz          | Rolf Göring Klaus Utz                               | Porsche 911S       | 50 |
| 18              | P 2.0    | 8  | Tony Goodwin        | Tony Goodwin Alistair Cowin                         | Redex RPA          | 49 |
| Disqualifiziert |          |    |                     |                                                     |                    |    |
| 19              | GT 2.0   | 51 | Porsche Vaud        | Jean Sage Paul Keller                               | Porsche 914/6      | 38 |
| Ausgefallen     |          |    |                     |                                                     |                    |    |
| 20              | P 2.0    | 9  | Speed Sport         | Martin Ridehalgh Ian Taylor                         | Dulon LD11P        | 40 |
| 21              | GT + 2.0 | 40 | Transeurop Gulf     | Chris Tuerlinx John Byttebier                       | Chevrolet Corvette | 38 |
| 22              | GT + 2.0 | 50 | Jacky Dechaumel     | Jacky Dechaumel Jean-Claude Parot                   | Porsche 911S       | 38 |
| 23              | S 5.0    | 22 | Martini Team        | Vic Elford Gérard Larrousse                         | Porsche 917K       | 31 |
| 24              | S 5.0    | 24 | Zitro Racing        | Dominique Martin Gérard Pillon                      | Porsche 917K       | 31 |
| 25              | GT + 2.0 | 45 | Porsche Vaud        | Bernard Chenevière Charly Cuénoud                   | Porsche 911S       | 28 |
| 26              | S 5.0    | 29 | Mike Coombe         | Mike Coombe Paul Vestey                             | Lola T70 Mk.3B GT  | 15 |
| 27              | S 5.0    | 23 | Martini Team        | Helmut Marko Gijs van Lennep                        | Porsche 917K       | 6  |
| 28              | S 5.0    | 28 | Herbert Müller      | Cox Kocher Heinrich Wiesendanger                    | Ferrari 512S       | 1  |
| Nicht gestartet |          |    |                     |                                                     |                    |    |
| 29              | S 5.0    | T  | J. W. Automotive    | Pedro Rodríguez Jackie Oliver Jo Siffert Derek Bell | Porsche 917K       | 1  |
| 30              | P 2.0    | 6  | Camel Filter        | Roger Enever Clive Baker                            | Huron 4A           | 2  |
| 31              | P 2.0    | 7  | Camel Filter        | Shaun Jackson Syd Fox                               | Huron 4A           | 3  |

1 Trainingswagen
2 zurückgezogen
3 zurückgezogen

### Nur in der Meldeliste
Hier finden sich Teams, Fahrer und Fahrzeuge, die ursprünglich für das Rennen gemeldet waren, aber aus den unterschiedlichsten Gründen daran nicht teilnahmen.
| Pos. | Klasse   | Nr. | Team                 | Fahrer                              | Chassis           |
| ---- | -------- | --- | -------------------- | ----------------------------------- | ----------------- |
| 32   | P 2.0    | 4   | Tech Del             | Guy Edwards Mike Franey             | Lola T212         |
| 33   | P 2.0    | 5   | Martin Racing        | Peter Gaydon Edward Negus           | Martin BM8        |
| 34   | P 2.0    | 10  | Esmeralda            | Georges Dumoing Gérard Cerruti      | Lola T212         |
| 35   | P 2.0    | 11  | Yves Deprez          | Yves Deprez Julien Vernaeve         | Chevron B16       |
| 36   | S 5.0    | 27  | Herbert Müller       | Roland Kistler                      | Ferrari 512M      |
| 37   | S 5.0    | 30  | Bahamas Racing       | Robin Ormes Tim Stock               | Lola T70 Mk.3B GT |
| 38   | S 2.0    | 34  | John Raffo           | John Raffo Graham Lynch             | Chevron B8        |
| 39   | S 2.0    | 35  | Speed Sport          | Mike Garton Roger Heavens           | Chevron B16       |
| 40   | GT + 2.0 | 42  | Jean-Marie Jacquemin | Jean-Marie Jacquemin Jean Égreteaud | Porsche 911S      |

### Klassensieger
| Klasse   | Fahrer            | Fahrer            | Fahrzeug         | Platzierung im Gesamtklassement |
| -------- | ----------------- | ----------------- | ---------------- | ------------------------------- |
| P 3.0    | Henri Pescarolo   | Andrea de Adamich | Alfa Romeo T33/3 | Rang 3                          |
| P 2.0    | Tony Goodwin      | Alistair Cowin    | Redex RPA        | Rang 18                         |
| S 5.0    | Pedro Rodríguez   | Jackie Oliver     | Porsche 917K     | Gesamtsieg                      |
| S 2.0    | Tony Birchenhough | Brian Joscelyne   | Chevron B8       | Rang 12                         |
| GT + 2.0 | Günther Huber     | Erwin Kremer      | Porsche 911S     | Rang 7                          |
| GT 2.0   | Gerd Quist        | Dietrich Krumm    | Porsche 914/6    | Rang 9                          |

### Renndaten
- Gemeldet: 40
- Gestartet: 28
- Gewertet: 18
- Rennklassen: 6
- Zuschauer: unbekannt
- Wetter am Renntag: Regen am Start, danach warm und trocken
- Streckenlänge: 14,100 km
- Fahrzeit des Siegerteams: 4:01:09,700 Stunden
- Gesamtrunden des Siegerteams: 71
- Gesamtdistanz des Siegerteams: 1001,100 km
- Siegerschnitt: 249,069 km/h
- Pole Position: Derek Bell – Porsche 917K (#20) – 3:16,600 = 258,980 km/h
- Schnellste Rennrunde: Jo Siffert – Porsche 917K (#20) – 3:14,600 = 260,843 km/h
- Rennserie: 6. Lauf zur Sportwagen-Weltmeisterschaft 1971